# Grammoscelis
Grammoscelis là một chi bướm đêm thuộc họ Noctuidae.